# Nomia lyonsiae
Nomia lyonsiae är en biart som beskrevs av Cockerell 1912. Nomia lyonsiae ingår i släktet Nomia och familjen vägbin. Inga underarter finns listade i Catalogue of Life.

## Bildgalleri

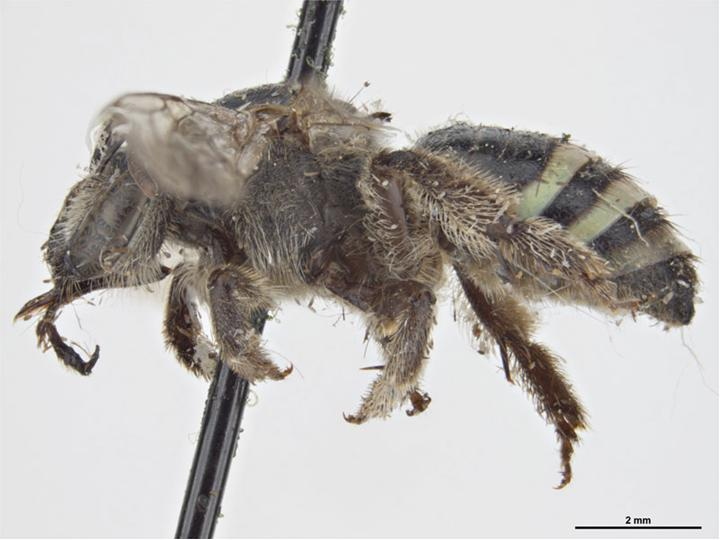
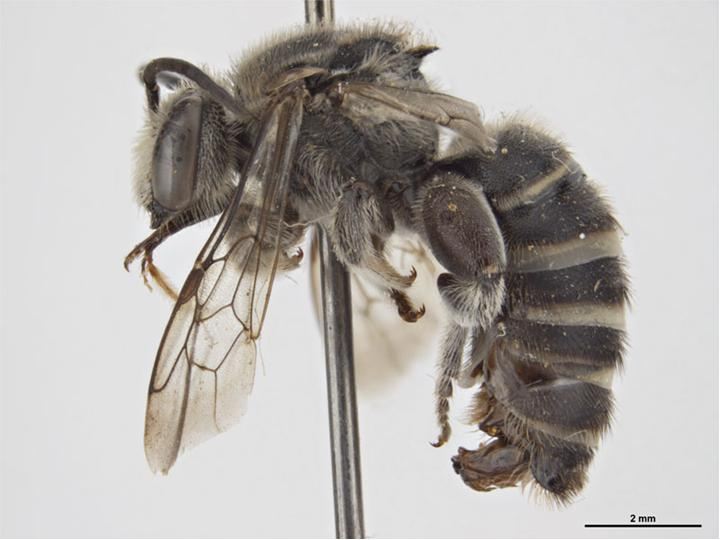